# 聶興圻
聶興圻（?—?），四川省敘州府富順縣人，清朝政治人物、同進士出身。
光緒九年（1883年），参加癸未科殿試，登進士三甲112名。同年五月，著以主事分部学习。